# Mateusz Kornecki
Mateusz Kornecki (ur. 5 czerwca 1994 w Skarżysku-Kamiennej) – polski piłkarz ręczny występujący na pozycji bramkarz w niemieckim klubie ThSV Eisenach.

## Kariera klubowa
Wychowanek KSSPR-u Końskie, w barwach którego w sezonie 2009/2010, mając 15 lat, zadebiutował w I lidze. W sezonie 2012/2013 rozegrał 26 meczów i rzucił jedną bramkę. W 2013 przeszedł do Górnika Zabrze. W sezonie 2013/2014 zadebiutował w Superlidze. W sezonie 2017/2018 rozegrał w najwyższej polskiej klasie rozgrywkowej 29 spotkań, w których bronił ze skutecznością 32,3% (168/521). W październiku 2018 został wybrany zawodnikiem miesiąca Superligi.
W lipcu 2019 zostanie zawodnikiem Vive Kielce, z którym podpisał trzyletni kontrakt. Początkowo jego umowa z kieleckim klubem miała obowiązywać od lipca 2020, jednak w marcu 2019 Górnik Zabrze i Vive Kielce doszły do porozumienia w sprawie wcześniejszego transferu zawodnika.
29 sierpnia 2017 po tym, jak nie wziął udziału w zorganizowanym 13–17 sierpnia 2017 zgrupowaniu reprezentacji Polski (na wniosek trenera klubowego Rastislava Trtíka), Komisja Dyscyplinarna ZPRP orzekła wobec niego zakaz udziału „w rozgrywkach krajowych i europejskich na okres 3 miesięcy z uwzględnieniem zakazu udziału (...) w co najmniej 7 zawodach mistrzowskich”. 7 września 2017 Komisja Odwoławcza ZPRP zawiesiła karę na okres dwóch lat.

## Kariera reprezentacyjna
W 2010 wraz z reprezentacją Polski juniorów uczestniczył w mistrzostwach Europy U-18 w Czarnogórze – zagrał w dwóch meczach, broniąc dwa z trzech oddanych na jego bramkę rzutów. W 2013 wystąpił w otwartych mistrzostwach Europy U-19 w Szwecji (5. miejsce). Występował też w reprezentacji młodzieżowej i kadrze B.
W grudniu 2016 został powołany przez trenera Tałanta Dujszebajewa do szerokiej kadry Polski na mistrzostwa świata we Francji. Początkowo miał uczestniczyć w przygotowaniach do turnieju jedynie do momentu przyjazdu Piotra Wyszomirskiego na zgrupowanie. Wobec kontuzji Wyszomirskiego znalazł się jednak w kadrze na poprzedzający mistrzostwa turniej towarzyski w hiszpańskim Irun. 6 stycznia 2017 zadebiutował w reprezentacji w przegranym meczu z Hiszpanią (20:30). Na mistrzostwach świata pełnił początkowo rolę rezerwowego. Po zakończeniu fazy grupowej zastąpił w kadrze meczowej kontuzjowanego Macieja Gębalę. 23 stycznia 2017 wystąpił w wygranym spotkaniu o 17. miejsce z Argentyną (24:22), w którym bronił ze skutecznością 88% (7/8).
Pierwszego gola w reprezentacji Polski zdobył 11 czerwca 2017 w przegranym meczu z Norwegią (22:41).

## Życie prywatne
Ukończył gimnazjum w Miedzierzy i I Liceum Ogólnokształcące im. KEN w Końskich. Młodszy brat piłkarza ręcznego Huberta Korneckiego.